# Uranocircite
L'uranocircite est un minéral de la classe des phosphates, selon la classification de Strunz. Il a été découvert en 1877 à Bergen, près de Falkenstein dans le Land de Saxe (Allemagne) et a été nommé ainsi d'après sa teneur en uranium et sa localité de découverte Falkenstein = rocher des faucons (traduite en grec : κίρκος = "CIRCes" qui signifie "faucon").
Un synonyme peu utilisé est autunite barytée.

## Caractéristiques chimiques
C'est un phosphate hydraté d'uranyle et de baryum, du groupe de l'autunite, ressemblant à ce dernier. On considère en général les deux minéraux suivants, bien que selon l'IMA le premier pourrait ne pas être un minéral reconnu mais une variété hydratée du second, l'uranocircite au sens strict :
- Uranocircite-I, de formule Ba(UO2)2(PO4)2·12H2O
- Uranocircite-II, de formule Ba(UO2)2(PO4)2·10H2O

## Aspect
Il se présente sous forme de petits cristaux tabulaires qui peuvent présenter des macles polysynthétiques. On le trouve habituellement en masses laminaires ou en croûtes terreuses. Il est radioactif et fluorescent aux rayons UV. Il peut se transformer en méta-uranocircite par déshydratation partielle.

## Localisation
Il n'est pas très abondant. On trouve quelques échantillons dans le Morvan et dans le Puy-de-Dôme (France) et à Wölsendorf (de), Wittichen (de) et Bergen (Allemagne). Un gisement espagnol est celui d'Escalona (province de Tolède) bien qu'il existe également un gisement qui n'est pas exploité dans la Serra d'Albarrana (province de Cordoue).